# フリチョフ・ハフト
フリチョフ・ハフト（Fritjof Haft, 1940年9月18日 -）は、ドイツの法学者。テュービンゲン大学法学部教授で、専門は刑法、刑事訴訟法、法哲学、法情報学。

## 経歴
ベルリン出身。ミュンヘン大学で法学を学び、1968年に同大学で博士号を取得。法律職国家試験に合格して法曹資格を取得し、一時的に法実務家として活動。1975年にミュンヘン大学で教授資格を得た後は、師アルトゥール・カウフマンが所長を務める法哲学・法情報学研究所 (Institut für rechtsphilosophie und Rechtsinfomatik) などで活動した。1982年にテュービンゲン大学法学部教授となった。
現代ドイツにおいてレトリック法理論を唱える中心人物の一人。また、研究の当初より法の分野におけるコンピュータの導入・活用を構想するなどドイツ法情報学の草分け的存在でもあり、ドイツIBMとテュービンゲン大学の共同プロジェクトたる「LEXプロジェクト」を推進し、法律エキスパートシステムの構築を目指した。その他、刑事法学、法思想史、法学教育など幅広い分野にわたって著作を発表している。
大学での研究・教育のほか、「理論は実践化されねばならない」の信念のもと、テュービンゲンをはじめ様々な場所で法律実務家（弁護士、検察官、裁判官、税理士、行政に関わる公務員、法に携わるビジネスマン）や一般の社会人を相手に、交渉セミナーなど数多くのセミナーを開き、そこで得られた知見を執筆活動に生かしている。

## 主な著作
- 『法における電子データ処理』Elektronische Daternverarbeitung im Recht, Berlin: Schweizer, 1970
- 『法情報学入門』Einführung in die Rechtsinformatik, Freiburg i. Br./München: Alber, 1977
- 『責任対話――刑法における語用論的責任論序説』Der Schulddialog - Prolegomena zu einer pragmatischen Schuldlehre im Strafrecht, Freiburg i. Br./München: Alber, 1978
- 『法律家のレトリック』Juristische Rhetorik, Freiburg i. Br./München: Alber, 1978 / 4. Aufl.: 1990
- 『刑法総論――最初の学期の入門』Strafrecht: Allgemeiner Teil - Eine Einführing für Anfangssemester, München: Beck, 1979 / 4.Aufl.: 1990
- 『刑法各論――刑法各則の最重要の構成要件』Strafrecht: Besonder Teil - Die wichtigsten Tatbestände des Besonderen Teiles des Atrafgesetzbuch, München: Beck, 1981 / 3.Aufl.: 1988
- 『刑法――刑法総則・各則の事例式捕補習教材』Strafrecht - Fallrepetitorium zum Allgemeinen und Besonderen Teil, München: Beck, 1982 / 2. Aufl.: 1991
- 『レトリック流法律学習法』Einführung in das juristische Lernen, Bielefeld: Gieseking, 1983 / 5. Aufl.: 1991
- 『レトリック流交渉術』Strukturdenken - der Schlüssel zum erfolgreichen Reden und Varhandeln, Herbig: Langen-Müller, 1985
- 『正義の女神の秤から――ヨーロッパ法二千年の流れ』Aus der Waagschale der Justitia - Ein Lesebuch aus 2000 Jahren Rechtsgeschichte, München: dtv, 1986 / 2. Aufl.: 1990
- Verhandeln - Die Alternative zum Rechtsstreit, C. H. Beck'sche Verlagsbuchhandlung / München 1992

## 主要な論文
- 「法におけるサイバネティックス・システムの応用」Nutzawendung kybernetischer Systeme im Recht
- 「法的紛争の理論――サイバネティックス時代における精密な法律学的発話と判断の諸条件の研究」Theorie der Rechtskonflikte - Eine Untersuchung der Bedingungen exakten juristischen Sprechens und Entscheidens im kybernetischen Zeitalter
- 「法律学的ヘルメノイティクと法的レトリック」Juristische Hermeneutik und Rechtsrhetorik

## 日本語訳
- 平野敏彦訳『レトリック流法律学習法』木鐸社、1992年
- 服部高宏訳『レトリック流交渉術―法律家の「構造的思考」を手本に―』木鐸社、1993年
- 平田公夫訳『正義の女神の秤から――ヨーロッパ法二千年の流れ』木鐸社、1995年